# Lençóis Paulista
Lençóis Paulista est une ville de l'État de São Paulo, au Brésil.